# Militærmusik
Militærmusik kaldes den musik der spilles af musikkorps, som er knyttet til de enkelte regimenter i hæren, og hvis formål er dels at virke regulerende og stimulerende på soldaterne under marchen og i kampen, dels at afgive det fornødne musikalske bidrag ved festlige lejligheder, parader, revuer osv., ligesom det også omfatter muligheden af ved offentlige koncerter at bidrage til befolkningens forståelse af og interesse for den musikalske kultur.

## Historie
I den tidligste oldtid anvendte man formodentlig kun slaginstrumenter til angivelse af rytmen; hertil kom senere hos grækerne fløjter og trompeter, og hos romerne til meddelelse af signaler messinginstrumenterne tuba, lituus og bucina ("buccina").
Lige indtil begyndelsen af 17. århundrede nøjedes man så med piber og trommer, og først med instrumentalmusikkens selvstændige udvikling føjede man
hertil oboer (deraf navnet oboister, hoboister, der senere er blevet stående som fællesbenævnelse på alle infanterimusikere), trompeter, horn, basuner, fagotter osv. og til sidst klarinetten, og dermed var muligheden givet for udførelsen af virkelige musikstykker, marcher, danse osv., af blæseorkesteret.
Med opfindelsen af ventilerne, der tillod udførelsen af samtlige kromatiske toner på messingblæseinstrumenterne, fulgte dannelsen af blæseorkestre, udelukkende bestående af messinginstrumenter (hornmusik), i modsætning til harmoniorkesteret, der består af messing- og træblæseinstrumenter i forening. Militærmusik inddeles i reglen i infanterimusik og kavalerimusik.
Infanterimusikken er i så godt som alle europæiske stater harmonimusik og sammensættes af følgende instrumenter i forskelligt antal, med klarinetten som hovedinstrument: fløjte, klarinet, obo, fagot, ventilhorn, kornet, trompet, basun, tuba, stor tromme, bækken, lille tromme,
triangel og undertiden klokkespil (lyra), i alt 50—70 mand.
Kavalerimusikken er udelukkende hornmusik og sammensættes af piccolo, kornet, trompet, althorn, tenorhorn, basun, tuba og helikon. I Frankrig og enkelte andre steder er en del af de nævnte træblæseinstrumenter
erstattet med saxofoner og saxhorn, hvis konstruktion skyldes den belgiske instrumentmager Adolphe Sax.

## Danmark
Om militærmusikkens udvikling i Danmark flyder kilderne sparsomt, for ikke at sige aldeles ikke. Interessen for militærmusik har her øjensynlig altid være meget ringe, men i slutningen af 1800-tallet kunne der spores en ændring heri, og 1890 nedsatte krigsministeriet en "Musikkommission" med det hverv "at bistaa de militære
Myndigheder i alle musikalske Anliggender, naar de derom henvendte sig til Kommissionen".

### Fodnoter
1. ↑  Lituus (lat.) var hos romerne dels navnet på augurernes krumstav (af form omtrent som en bispestav), hvormed de inddelte himmelrummet, dels på en art trompet, som var krummet i enden og brugtes af rytteriet; dens tone var skarp og skingrende. (Lituus i Salmonsens Konversationsleksikon (2. udgave, 1923), forfattet af dr. phil. H.H. Ræder, bind 15, side 917) — Instrumentet, der ikke har været i brug i henved 300 år, er blevet rekonstrueret af folk fra Edinburgh Universitet i maj 2009. ( Pallab Ghosh (30. maj 2009). "'Lost' music instrument recreated". BBC News. Hentet 30. maj 2009. )
2. ↑  Buccina, bucina (latin), et romersk blæseinstrument af metal, omtrent kredsformigt bøjet og forsynet med en tværstang for afstivningens skyld; det var konisk udboret og lydtragten ofte dannet i form af et vildt dyrs gab. (Buccina i Salmonsens Konversationsleksikon (2. udgave, 1916), forfattet af S. Levysohn, bind 4, side 185
3. ↑  Helikon, en variant af tubaen som ofte bruges af musikkorps ved march. (Helikon)